# アルノルフィーニ夫妻像
『アルノルフィーニ夫妻像』（アルノルフィーニふさいぞう （蘭: Portret van Giovanni Arnolfini en zijn vrouw、英: The Arnolfini Portrait））は、初期フランドル派の画家ヤン・ファン・エイクが1434年に描いた絵画。合計3枚のオークのパネル（板）に油彩で描かれたパネル画である。日本では『アルノルフィーニ夫婦像』、『アルノルフィーニ夫妻の肖像』などと呼ばれることもあり、精緻な油絵の嚆矢として、西欧美術史で極めて重要視されている作品である。作品は、ロンドン・ナショナル・ギャラリーに所蔵されている。
二人の人物の全身像が描かれた絵画で、イタリア人商人ジョヴァンニ・ディ・ニコラ・アルノルフィーニとその妻を、フランドルのブルッヘにあった夫妻の邸宅を背景として描いた作品だとされている。作品にこめられた寓意性、独特の幾何学的直交遠近法、背面の壁にかけられた鏡に映し出される反転した情景 など、西洋美術史上でも極めて独創的で複雑な構成を持った作品で、婚姻契約の場面を記録するために描かれた珍しい絵画であると見なす美術史家もいる。
美術史家エルンスト・ゴンブリッチは「イタリアのルネサンスにおけるドナテッロやマサッチオの作品と同じように、新たな境地を開いた革命的といえる作品である。魔法のように現実の室内がパネルに再現されている。事物をありのままにとらえることが出来る、完璧な観察眼を持った史上最初の芸術家である」としている。作者ファン・エイクのサインが1434年の日付とともに記され、同じくファン･エイクと兄のフーベルト・ファン・エイクが描いた『ヘントの祭壇画』とともに、パネルに描かれた油絵としてはもっとも古く、かつ有名な絵画である。ロンドンのナショナル・ギャラリーが1842年に購入し、それ以来ナショナル・ギャラリーが所蔵している。
ファン･エイクは半透明で艶のある薄い顔料を幾層にも塗り重ねる手法で『アルノルフィーニ夫妻像』を仕上げた。生き生きとした色調はこの作品に現実味を与え、アルノルフィーニの世俗的な財産と富裕さを描き出している。ファン・エイクは、それまで主流だったテンペラよりも油彩のほうが乾燥時間が長くかかることを利用して、まだ濡れている絵具層のうえから新たな絵具を乗せて混ぜ合わせる技法を用いた。この技法によって、微妙な陰影を作り出し、三次元の形状を絵画に表現することに成功したのである。さらにファン・エイクは油絵具の使用によって、様々なモチーフの表面が持つ質感を正確に描きあげた。また、『アルノルフィーニ夫妻像』には、画面左側の窓から射し込む光が、直接、あるいは拡散して、室内のモチーフの表面に反射している様子が描かれている。このことから、背景の鏡の脇に吊り下げられているロザリオの珠の一つ一つに表現されているハイライトのような細部の描き分けに、拡大鏡を使用したのではないかと考えられている。
『アルノルフィーニ夫妻像』に見られる錯視的技法は、当時の絵画としては懸絶した水準にある。細部にわたる詳細表現だけではなく、特に室内の空間を表現する光の表現が「屋内の様子とそこにいる人間の描写として、これ以上に説得力あふれるものはない」と言われている。この作品がどのような情景を描いたものなのかについては、様々な説がある。美術史家クレイグ・ハービソンは「15世紀にファン・エイクが描いた、現存する唯一の当時の一般家庭の室内を表した絵画で、この作品がいかなる情景を描いたのかは正確にはわからない。確実にいえそうなのは、日常生活を描いた最初の風俗画ではないかということだ」としている。

## 概要

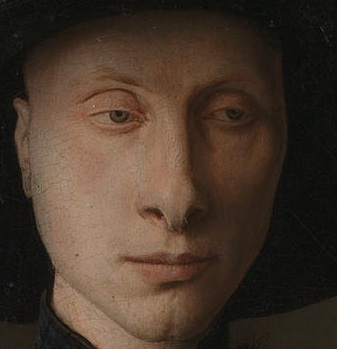
イタリア人商人ジョヴァンニ・ディ・ニコラ・アルノルフィーニとされる男性像の表情

わずかな顔料の剥落や損傷に対する修復はあるが、この作品の保存状態は非常によい。赤外線リフレクトグラムによる調査で、二人の表情、鏡などに多くの細かな修正が下絵の段階で加えられていることが分かっている。描かれている部屋は二階以上の部屋で、窓の外に見える桜が果実をつけていることから季節は夏と考えられる。この部屋は一般に思われているようなベッドルームではなく客間である。フランスやブルゴーニュ地方の習慣では客間にあるベッドは普段椅子として使われるもので、乳幼児を連れた母親が来訪したときくらいしかベッドとしては使用されないのが普通だった。窓の内側には6枚の木製のよろい戸があり、最上部には青、赤、緑に着色されたガラスで飾られている。
人物は二人とも豪奢な衣装を身に着けている。季節は夏であるにもかかわらず男性はタバード（袖なし、あるいは袖の短いショートコート）姿、女性は厚いドレス姿で、しかも毛皮で縁飾りが施されている。縁飾りに使用されている毛皮は男性がセーブル（クロテン）、女性がアーミン（シロテン）で、どちらも非常に高価なものである。男性は夏に用いられることが多い、黒く着色された麦藁帽子を被っている。短いコートは経年変化で退色してしまっている現在の色よりも紫に近い色で、シルクベルベッドのような高価な素材だと考えられている。コートの下にはシルク織と思われる模様のついたダブレット（襟と袖のある身体に密着した上着）を着用している。女性のドレスの袖には手の込んだ波状の飾りが施され、長いトレイン（ドレスの後ろに引きずる部分）がついている。ドレスの下に着ている青い服にも白い毛皮で縁取りがされている。
女性が身に着けている装身具はシンプルな金のネックレスと指輪だけであるが、歴代の鑑賞者たちにはどちらも極めて高価なものに違いないとみなされ続けてきた。ただし、全体としては装飾品は控えめであり、とくに男性は商人という職業にふさわしい慎み深い衣服であると考えられている。貴族階級の男性を描いた肖像画は、金鎖などで華美に飾り立てた衣装を着用したものが多かった。「この男性の衣服の控えめな色使いは、（ファン・エイクのパトロンだった）ブルゴーニュ公フィリップ2世の好みと一致している」とも言われている。

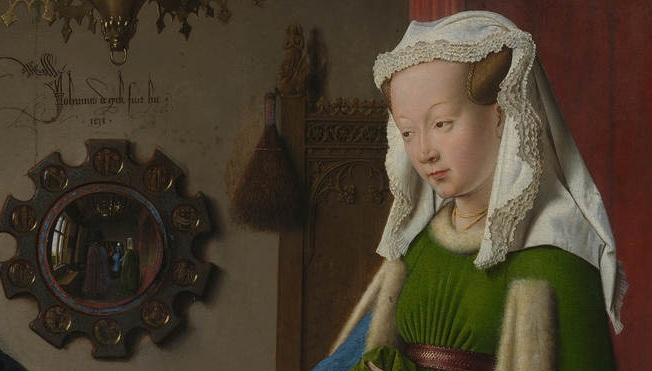
女性の上半身と背面の壁に掛けられた凸面鏡。

室内にも富裕を意味する調度品が描かれている。大きく、入念な装飾が施された真鍮のシャンデリアは非常に高価なものである。このシャンデリアには引き降ろしてロウソクの手入れをするための滑車装置が上部にあったと思われるが、ファン・エイクはこの部屋には不要なものとして描かなかった可能性がある。人物像の背後にはキリスト受難が描かれた上にガラスをはめ込んだ木製のフレームに縁取られた凸面鏡がある。これは当時実際に制作可能だった凸面鏡よりもサイズが大きく、ファン･エイクによって実物よりも若干誇張して描かれている。部屋には鏡に映っている場所も含めて、富を意味する暖炉はなく、暖炉にくべる薪や焚き付けなどもない。しかしながら何気なく置かれたように見える、画面左に描かれたオレンジは富を象徴している。オレンジは当時のブルゴーニュでは非常に高価な果物であり、アルノルフィーニが取り扱っていた商品の一つだったのかもしれない。さらなる富裕の象徴として、天井に固定された鉄の棒で支えられているであろう精巧なベッドの天蓋や、背後に置かれた椅子やベンチに施された彫刻があげられる。床に敷かれた小さな東洋のカーペットも富裕を表している。このような高価なものは、床ではなくテーブルクロスに用いるのが普通であり、ファン･エイクの故郷オランダでも同様だった。
凸面鏡にはアルノルフィーニ夫妻像と対峙して、ドアのすぐ近くにいる二人の男性が映し出されている。手前の赤い服の男性はファン･エイク自身だと考えられているが、ベラスケスが、絵画制作中の自身の姿を描き入れた『ラス・メニーナス』とは違って、ファン･エイクは絵を描いている姿で描写されてはいない。研究者たちが、この赤い衣服を身につけたこの男性像をファン・エイクだと考えているのは、ファン・エイクの自画像だとされている『ターバンの男の肖像』（1433年、ナショナル・ギャラリー（ロンドン））や、『宰相ロランの聖母』（1435年ごろ、ルーヴル美術館（パリ））の遠景に小さく描かれているファン・エイクの自画像だと考えられている男性などが、赤いターバンを巻いていることに因っている。また、二人の足元に描かれている小型犬は、現在のブリュッセル・グリフォンの祖先である。
鏡の上に「ヤン・ファン・エイクここにありき。1434年。 (Johannes de eyck fuit hic. 1434 )」と日付つきの署名がある。この署名は当時の格言や箴言を大きな文字で壁に書いたかのようにも見える。他に現存しているファン･エイクの署名は絵画が収められている木製の額縁にだまし絵風に書かれており、あたかも額縁に署名が彫刻されているかのように書かれている。

## モデルの特定
長い間『アルノルフィーニ夫妻像』に描かれているのは、ジョヴァンニ・ディ・アリーゴ・アルノルフィーニとその妻ジョヴァンナ・チェナーミであるとされてきた。しかしアルノルフィーニ夫妻が結婚したのは1447年であり、それは絵画に記されている日付1434年の13年後のことで、さらにファン･エイクが死去した1441年よりも後であることが1997年に判明した。現在ではこの絵に描かれているのはジョヴァンニ・アルノルフィーニの従兄弟のジョヴァンニ・ディ・ニコラ・アルノルフィーニ夫妻で、部屋はフランドルのブルッヘにあった彼ら自身の家であると考えられている。女性は内縁の二番目の妻、あるいは近年の研究によれば1433年2月に死去した最初の妻コスタンツァのどちらかである。コンスタンツァであれば、生存している人間と死亡した人間を一枚の絵に描いた追悼作品という性格を、一部この作品に与えることになる。ジョヴァンニ・ディ・ニコラ・アルノルフィーニはイタリアのルッカ出身の商人で、少なくとも1419年まではブルージュで生活していた。ジョヴァンニ・ディ・ニコラ・アルノルフィーニはベルリンでもファン･エイクの別作品に描かれており、二人は友人同士だったのではないかと考えられている。
1857年に出版された、ジョゼフ・アーチャー・クロウとジョヴァンニ・バッティスタ・カヴァルカセレの書籍が、16世紀のマルグリット・ドートリッシュの財産目録に「寝室にいるアルノル-ル-フィン (Hernoul le Fin) と彼の妻」と記載されている絵画と『アルノルフィーニ夫妻像』とを結びつけた、最初の文献である。クロウとカヴァルカセレはこの書籍の中で、『アルノルフィーニ夫妻像』に描かれているのはジョヴァンニ・（ディ・アリーゴ・）アルノルフィーニとその妻だとしている。4年後に出版されたジェームズ・ウィールの書籍でも、このクロウとカヴァルカセレの説に賛同しており、さらにジョヴァンニの妻の名前はジェンヌ、またはジョヴァンナ・チェナーミであるとした。これ以来20世紀の終わりまで、『アルノルフィーニ夫妻像』に描かれているのは、ジョヴァンニ・ディ・アリーゴ・アルノルフィーニとその妻ジェンヌ・チェナーミだとする説が主流となっていた。しかしながら、1997年になって、ジョヴァンニ・ディ・アリーゴ・アルノルフィーニとジェンヌ・チェナーミが結婚したのは、『アルノルフィーニ夫妻像』に記された制作年の13年後、ファン・エイクが死去した6年後の1447年であることが判明した。現在では、描かれているのはジョヴァンニ・ディ・アリーゴ・アルノルフィーニの従兄弟のジョヴァンニ・ディ・ニコラ・アルノルフィーニ夫妻だと考えられている。ジョヴァンニ・ディ・ニコラ・アルノルフィーニは二度結婚しており、この作品に描かれている女性が最初の妻なのか二度目の妻なのかははっきりしない。近年唱えられている説によると、最初の妻の名前はコスタンツァ・トレンタで、1433年2月に死去したといわれている。もし描かれている女性が最初の妻で1433年に死去したとすれば、1434年に描かれた『アルノルフィーニ夫妻像』は、存命中の人物と死去した人物を同時に描いた珍しい肖像画ということになる。ジョヴァンニ・ディ・アリーゴ・アルノルフィーニとジョヴァンニ・ディ・ニコラ・アルノルフィーニは、どちらもルッカ出身のイタリア人商人で、1419年ごろからブルッヘに滞在していた。『アルノルフィーニ夫妻像』に描かれている男性はファン・エイクの友人だったといわれ、現在ベルリンの絵画館が所蔵する、別の肖像画が残っている。

## 学術的な議論

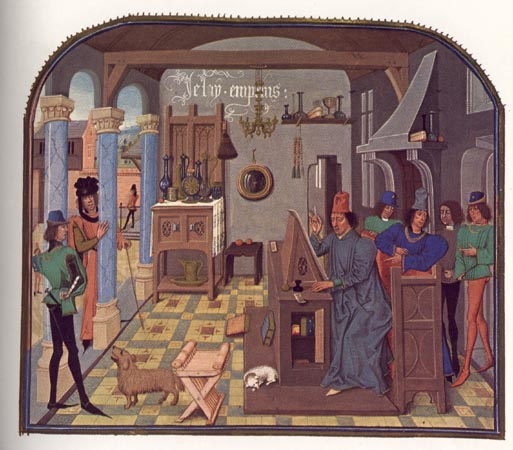
ブルゴーニュ公の宮廷で装飾写本や年代記制作に携わっていたダヴィド・オベールを驚かせるブルゴーニュ公シャルルを描いたミニアチュール（『カール・マルテルの生涯』、1472年以前）。背後の壁には『アルノルフィーニ夫妻像』と共通するモチーフが多く描かれている。

美術史家エルヴィン・パノフスキーは1934年に、美術学術誌『バーリントン・マガジン』に「ヤン・ファン・エイクのアルノルフィーニ夫妻像」という、背後の壁に記された装飾的な署名などを扱った論文を寄稿した。この記事でパノフスキーは、『アルノルフィーニ夫妻像』がアルノルフィーニの婚姻契約を記録する法的証明書として描かれたものであり、二人の立会人を夫妻とともに描き、立会人の一人であるファン・エイクが「ヤン・ファン・エイクここにありき。1434年。」と署名することによって婚姻が成立したのだと主張した。さらにパノフスキーは、この作品の室内に描かれているあらゆるモチーフが、この夫妻に関することの象徴であるとした（後述）。『アルノルフィーニ夫妻像』が婚姻証明であるという、パノフスキーのこの説には異論も多いが、描かれているモチーフに対する象徴的解釈は広く受け入れられている。パノフスキーの象徴的解釈は、多くの初期フランドル派の絵画作品、とくに初期フランドル派の最初期の絵画である『アルノルフィーニ夫妻像』とロベルト・カンピンの『メロードの祭壇画』と共通する、多数のモチーフが室内に描かれた「受胎告知」を扱った作品に適用されている 。
パノフスキーが発表した論文以降、パノフスキーが唱えた説が正しいかどうかについて多くの議論が巻き起こった。美術史家エドウィン・ホールは、この作品はアルノルフィーニの婚約の様子を描いており、結婚を描いたものではないと考えた。美術史家マーガレット D. キャロルは1993年の論文「神の御名と慈愛において - ヤン･ファン･エイク作『アルノルフィーニ夫妻像』(In the Name of God and Profit: Jan van Eyck's Arnolfini Portrait.)」で、結婚した夫婦の肖像画であり、夫が妻に法的権限を与えたことを暗示しているとした。さらにキャロルは、アルノルフィーニが優れた資質の商人で、ブルゴーニュ公宮廷に出入りできる人間だったことを表現した作品でもあるとし、次のような説を唱えている。描かれている二人はすでに結婚しており、妻が自ら、あるいは夫の代理人として商取引を行う法的権限を夫が委任したことが、妻に向って掲げた夫の手で表現されている。ただし、絵画そのものに法的効力があるわけではなく、法的効力を絵画に表現しようとした、ファン・エイクのちょっとした思いつきによる作品だった。凸面鏡に映る二人の人物は、夫が法的権限の委託を宣誓したことの立会人であり、ファン・エイクは自身が立ち会ったことの証明として、壁面に署名を記したのである。

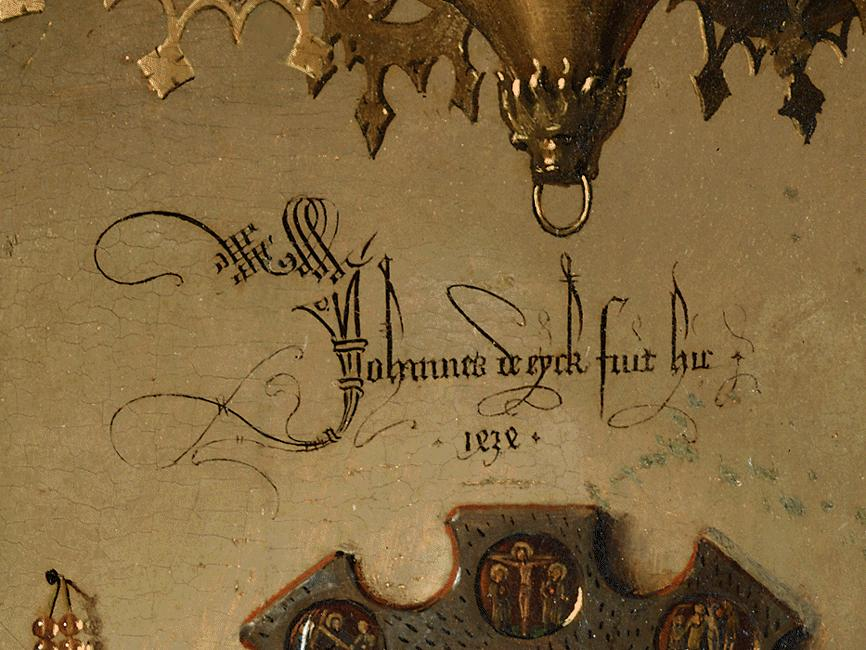
「ヤン・ファン・エイクここにありき。1434年。 (Johannes de eyck fuit hic 1434)」

ジャン・バプティスト・ビドーはパノフスキーの説にある程度賛同しており、1986年の「象徴の真実 - ヤン・ファン・エイク作アルノルフィーニ夫妻像に隠された象徴性 (The reality of symbols: the question of disguised symbolism in Jan van Eyck's Arnolfini Portrait )」で、『アルノルフィーニ夫妻像』は婚姻契約書として描かれたとしている。しかしながら、パノフスキーがさまざまなモチーフに見出した象徴性については否定している。「それほどまでに大量の象徴性が隠されているとは考えられない。描かれているモチーフは当時のありふれたものばかりで、この作品に見られる写実性と調和している。画家が本当はどのような意味を込めて描いたのかなどを証明しようとするのは無意味だ」としている。
クレイグ・ハービソンは、パノフスキーとビドーの「隠された象徴性」と写実表現をめぐる議論の中間的立場をとった。ハービソンは「ヤン・ファン･エイクは、全ての事情を知る語り部として作品に登場している。描かれているさまざまな物は、多くの関連性をもって描かれている可能性がある」とし、この作品が何のために、どのような意図で描かれたかについては、無数の解釈ができるとしている。この作品を本当に理解しようとすれば、当時の風俗、ブルゴーニュ公宮廷での男女間の事情、婚礼に対する宗教的あるいは礼典的背景など、価値観の異なるあらゆる要素の検証が必要不可欠だとした。
美術史家ローン・キャンベル) は、自身がキュレータをつとめるロンドンのナショナル・ギャラリーのカタログで、『アルノルフィーニ夫妻像』には特別な意味合いはこめられていないとしている。「この作品に何らかの物語性があることを示すものはほとんど存在しない。わずかに、不要な火が灯されたロウソクと、意味ありげにも見える不思議な署名だけだ」とする。二人の人物を描いた肖像画で、単に結婚記念として描かれた作品である可能性が最も高い。法的証明書の類のものではなく、手の込んだ署名も本の装飾画などではごく普通で、当時としてはありふれたものである。ナショナル･ギャラリーが所蔵するファン･エイク作のほかの肖像画 (ティモテオスの肖像) にも同じような署名があるとしている。
マーガレット・コスターは、『アルノルフィーニ夫妻像』は一年ほど前に死去した妻を追悼するために描かれた作品ではないかという、それまでの説をすべて否定する新説を提唱した。美術史家マクシミリアン・マルテンスは、夫妻がフランドルで成功し、豊かな暮らしを送っていることを、故郷イタリアのアルノルフィーニ一族へ知らせるために描かれたのではないかとする。この解釈だと、屋外の桜に実がなる温かい季節であるにもかかわらず、夫妻が冬の装いをしていることや、「ヤン・ファン・エイクここにありき。1434年。」という署名が画面中央に大きく記されていることの説明になるとしている。他にも、ヘルマン・コリンブランデルは、新婚初夜の翌朝に夫が妻に贈り物をするというドイツの古い習慣を描いた作品で、ヤン・ファン・エイクが友人のアルノルフィーニに結婚祝いとして贈ったものだと主張している。

## 解釈と象徴的意味

### 人物と婚姻
マーガレット・キャロルは、当時の未婚の女性は髪を降ろしていたとし、描かれている女性が髪を結い、被り物をしていることからこの二人はすでに結婚している夫婦だと主張している。二人の立ち位置は、15世紀の伝統的な結婚式と性役割を意味している。ベッドの近く、部屋の奥に立つ女性は家政を司る妻としての役割を、開かれた窓の近くに立つ男性は家の外で働く夫としての役割をそれぞれ象徴している。男性の視線は鑑賞者に向けられているが、女性の視線は男性を見つめている。垂直に掲げられた男性の右手は、自身が仕事で権力ある地位にいることを意味し、低い位置に水平に置かれた女性の左手は、妻の従順さを意味する。しかしながら、女性の視線が床ではなく男性の顔を見つめていることから、この女性が夫たる男性と同等の立場であることも表現されている。夫妻はブルゴーニュ公宮廷での序列が同じであり、その意味でも両者は同格で、妻が夫へ従属する立場ではなかった。

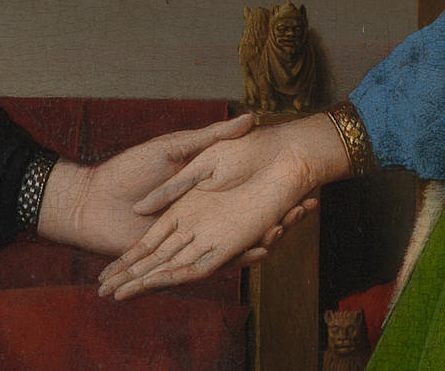
重ねられた夫妻の手。

重ねられた夫妻の手が何を意味しているのかも、研究者の間で議論となっており、この手こそが作品の主題であると指摘している研究者も多い。パノフスキーはこのポーズが婚姻の宣誓であると解釈し、この夫妻が「婚姻の宣誓をすることによって、婚姻契約を行っている」ところを描いているとしている。女性の右手を握る男性の左手という構成も議論の的になっている。ジャン・バプティスト・ビドーやピーター・シャバッカーといった研究者は、この作品が婚礼の場を描いたものであるならば、男性の左手はこの結婚が身分違いの女性を妻とした貴賤結婚であることを示唆すると指摘している。しかしながら、この説が唱えられたのは、描かかれている夫妻がジョヴァンニ・ディ・アリーゴ・アルノルフィーニとその妻ジョヴァンナ・チェナーミだと考えられていた時代であり、この両者のブルゴーニュ公宮廷での宮廷序列が同格であったことから、貴賎結婚説の信憑性は低い。一方、マーガレット・キャロルは、既婚の夫婦の間で、夫が妻に商取引の代理人の地位を与える場面を描いた作品であるとする。キャロルは、この男性の両手の位置が、宣誓式において左手を聖書の上に置き、右手を顔の横に掲げるポーズを模していると解釈している。
一見すると女性は妊娠しているかのようだが、おそらく正しくない解釈であると考えられている。美術史家たちは、これは女性の聖人を描いた絵画には非常に多く見られる装束で、当時女性の間で流行していた着こなしだったと指摘している。アルノルフィーニは布地の商人だったこともあり、衣服の流行を重要視していたと考えられている。さらに、20世紀終わりまで描かれている女性だとされていたジョヴァンナ・チェナーミも、アルノルフィーニの最初の妻で、描かれている女性の可能性があるコスタンツァ・トレンタも子供を産まないまま死去している。ハービソンも、女性の仕草が、この夫妻が受胎、妊娠を待ち望んでいることを意味していると解釈している。
ベッドの支柱には妊婦と出産の守護聖人聖マルガリタと思われる彫刻像がある。聖マルガリタは陣痛の苦しみや不妊から女性を救うとされている聖人である。他に、聖マルガリタではなく、主婦の守護聖人聖マルタの彫刻像とする説もある。支柱に吊り下げられたブラシは家事の象徴であり、さらに鏡の両脇に対照的に配置されているブラシと、花婿に結婚祝いとしてよく贈られていた石英のロザリオは、キリスト教義の「祈りと労働 (ora et labora)」を暗示している。ジャン・バプティスト・ビドーは、諺で「不道徳を払いのける」とされる箒が貞節の象徴であるとしている。

### 凸面鏡

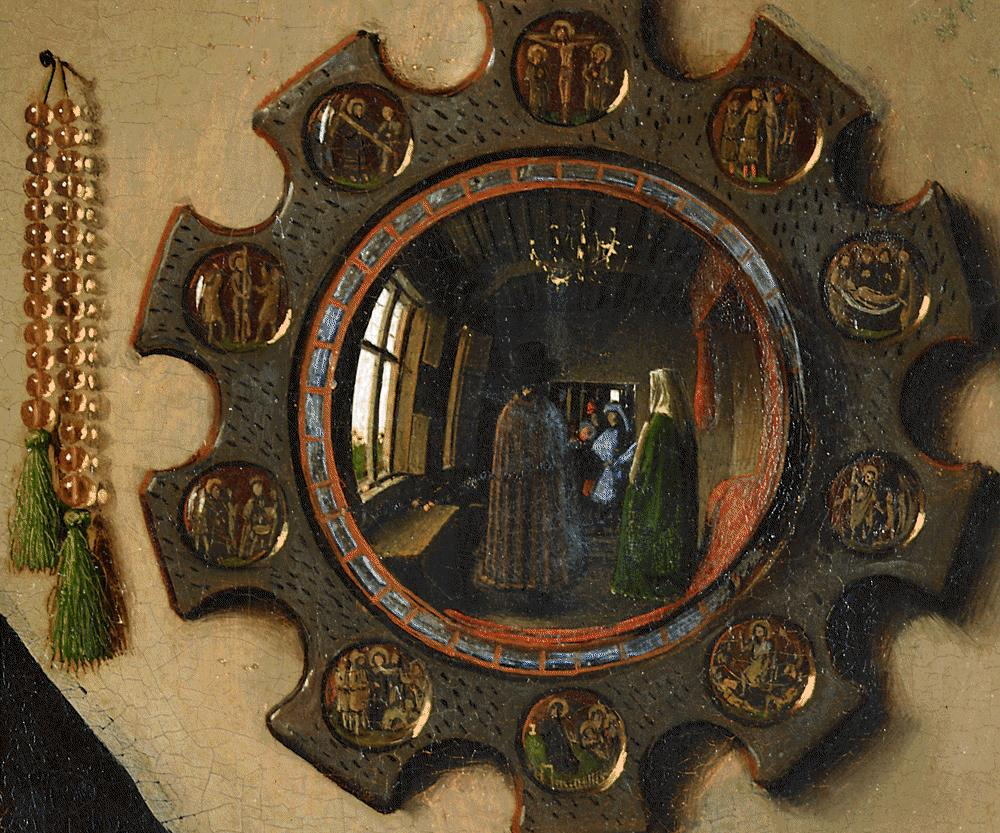
壁に掛けられた凸面鏡の拡大画像。

背景の壁に掛けられた凸面鏡のフレームに刻まれた小さな円形の飾りはイエス・キリストの受難を表現した彫刻で、凸面鏡に映る人々を神が救済することを意味している。『アルノルフィーニ夫妻像』が、アルノルフィーニの死亡した最初の妻への追悼画であるとする立場の研究者からは、向かって右手の女性側の彫刻はすべてキリストの死と復活であり、左手の男性側の彫刻はキリストの生活に関するものと解釈されている。凸面鏡は結婚の誓いを見届ける神の目であり、同時に曇りない鏡は聖母マリアの処女懐胎と純潔の象徴でもある。凸面鏡には戸口に立つ二人の人物が映っており、一人は画家のファン・エイク自身であると考えられている。この作品が婚姻証明であるとするパノフスキーの説によれば、描かれている二人の人物はこの結婚を法的に正当なものにするために呼ばれた立会人であり、ファン・エイクが絵画の壁に書いた署名は、婚姻の法的証拠としての機能を果たしたとされている。
ジャナ・レヴィンは、描かれている凸面鏡に言及し「非ユークリッド幾何学を完璧に表現した作品として引き合いに出される」としている。この鏡が凹面鏡だとするならば、再左部の窓枠、テーブルの端、衣服の裾以外、歪みが正確に描写されている。

### その他

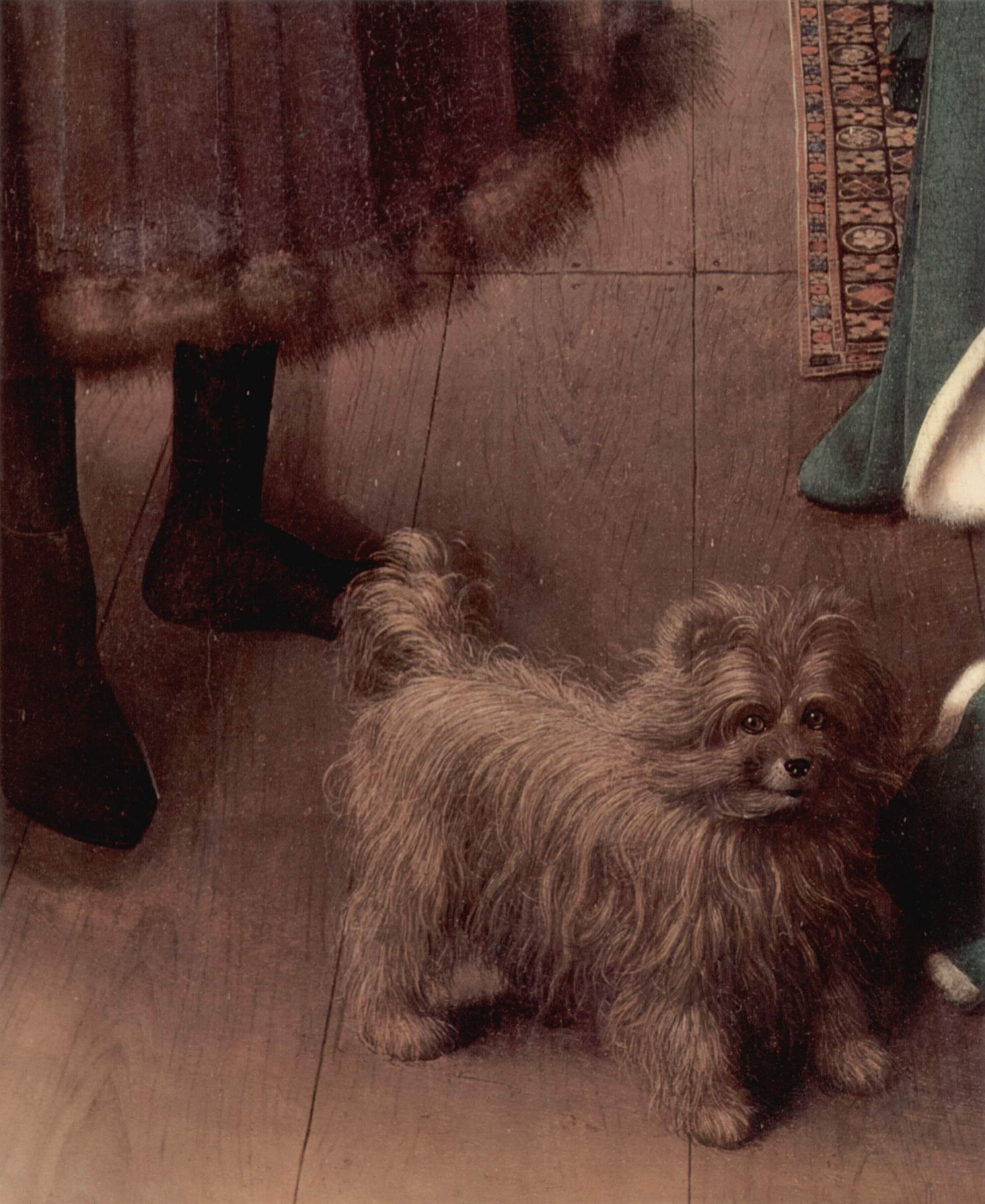
足元の犬。

小さな犬は忠誠を表し、ほかにも性欲の象徴として夫婦が子供を欲しがっていることを表す。犬の視線はまっすぐに鑑賞者を見つめている。この犬は夫から妻に贈られた愛玩犬の可能性がある。当時は宮廷に出入りしていた富裕な女性の多くが愛玩犬を飼育していたことから、この犬は夫婦が富裕なことと、宮廷生活における地位を表している。
女性の緑の衣装は希望、おそらくは母となる希望を意味し、被っている白のキャップは純潔を象徴している。新床のカーテンは開かれており、カーテンの赤色は結婚した夫婦の夜の営みを暗示している。
7本のロウソク台を持つ華美なシャンデリアに1本だけ灯されたロウソクは、おそらくフランドルの結婚式の伝統的な習慣である。昼間に教会祭壇のランプのように点灯されたロウソクは、聖霊の来臨と神の目が絶えず存在するということを表している。一方、この絵画が死者に対する追悼画であるとするマーガレット・コスターの説によれば、1本だけ灯っているロウソクには別の意味があるとする。灯っているロウソクは男性側にあり、燃え尽きたロウソクは女性側にある。これは文学で使われるメタファーでは、男性が生存していることを、女性が死亡していることを表している。
窓の外に描かれている桜は「愛」を象徴しているとされている。窓際のオレンジと棚は、人類がエデンの園で暮らしていた頃のような純真無垢の象徴である。これらはオランダでは貴重なもので富裕を示唆するが、イタリアでは結婚における豊穣・多産を意味するものである また、オランダではオレンジが非常に高価な輸入品であり、アルノルフィーニ夫妻が裕福であることを意味している。

## 来歴

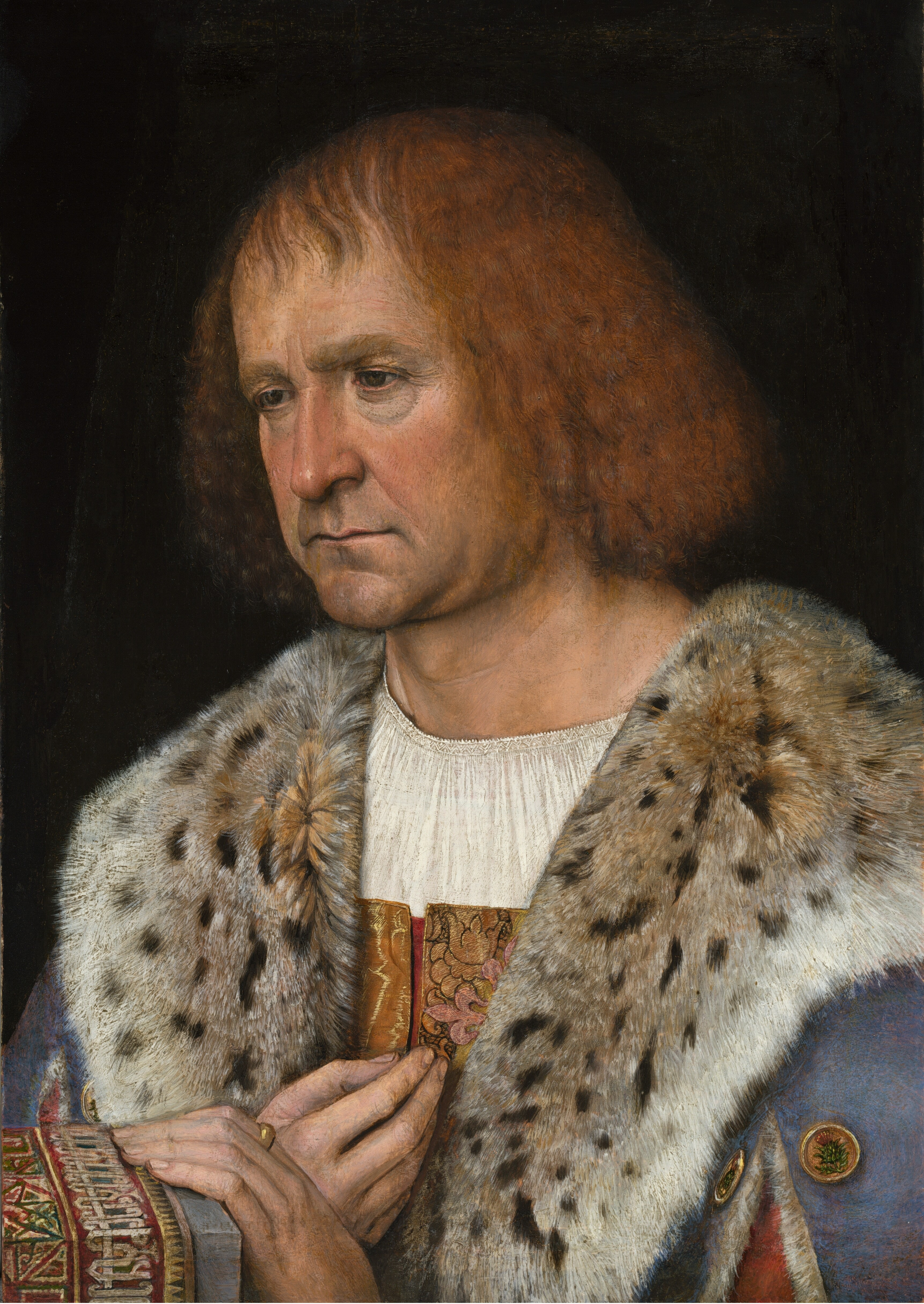
ドン・ディエゴ・デ・ゲバラ, カスティーリャ女王イサベル1世の宮廷画家ミケル・シトウによる肖像画
ナショナル・ギャラリー・オブ・アート（ワシントンD.C.）所蔵、1517年頃

現在知られている『アルノルフィーニ夫妻像』の来歴は次の通り。
- 1434年 : ファン・エイク自身による署名がなされた年で、おそらくモデルとなったアルノルフィーニが所有していた。
- 1516年まで : スペインハプスブルク王家に使えた宮廷人ドン・ディエゴ・デ・ゲバラ（1520年にブリュッセルで死去）が所有。生涯のほとんどをネーデルラントで過ごし、晩年にはアルノルフィーニ家の友人だったと考えられている。デ・ゲバラは1516年以前に、ハプスブルク家のネーデルラント総督マルグリット・ドートリッシュに『アルノルフィーニ夫妻像』を譲渡した。
- 1516年 :  メヘレン滞在時のマルグリット・ドートリッシュの財産目録の冒頭に記録されている。目録にはフランス語で「『寝室にいるアルノル-ル-フィン (Hernoul le Fin) と彼の妻』と呼ばれる大きな絵画で、ドン・ディエゴから夫人（マルグリットのこと）に贈られた。その絵画にはドン・ディエゴの紋章を意匠したカバーがかけられており、画家ヨハネス (Johannes) の作品である」と書かれている。さらに目録の余白には「夫人が望んだときのために、このパネル絵を覆うカバーの錠が必要である」と記述されている。
- 1523年 - 1524年 : 別のメヘレンの目録には、この絵画が『アルノルト-フィン (Arnoult Fin)』と記載されている。
- 1558年 : マルグリッドの死去に伴い、姪で次のネーデルラント総督となったマリアに1530年に相続された。マリアは余生を過ごすために1556年にスペインに渡り、1558年に死去した。このときにスペイン王フェリペ2世が『アルノルフィーニ夫妻像』を相続したことが、財産目録にはっきりと記録されている。フェリペ2世がアロンソ・サンチェス・コエリョに発注した彼の二人の王女の肖像画がプラド美術館に所蔵されており、その肖像画で二人の王女はアルノルフィーニ夫妻とよく似たポーズをとって描かれている[注釈 2]。
- 1599年 : マドリードのアルカサル（現在のマドリード王宮）にあったこの作品をドイツからの来訪者が目にしており、その額縁にはオウィディウスの詩『恋愛術（恋の技法）』からの一節が記されていた。ベラスケスはこの作品を目にしていた可能性が非常に高く、『アルノルフィーニ夫妻像』がベラスケスの『ラス・メニーナス』に影響を与えたのではないかと考えられている。
- 1700年 : スペイン王カルロス2世の死去した際の財産目録に『アルノルフィーニ夫妻像』が、以前と同様にマドリードのアルカサルにオウィディウスの詩が記された額縁とともに記載されている。
- 1794年 : 新築されたマドリード王宮に所蔵されていた。
- 1816年 : スコットランド軍人のジェームズ・ヘイ大佐が所有し、ロンドンにあった。ヘイは1815年のワーテルローの戦いで重傷を負い、ブリュッセルで療養していた際に、療養中の部屋に飾られていたこの絵画を気に入り、持ち主に売ってもらえるよう交渉したと主張していた。しかし事実は異なり、ヘイはワーテルローの戦いで負傷したわけではなく、スペインの1813年の半島戦争ビトリアの戦いに参加していた。スペイン王ジョゼフ・ボナパルトはこの戦いに、スペイン王室の持ち運び可能な美術コレクションを多数持ち込んでいた。そして戦争に負けたボナパルトの軍勢が陣を建て直しスペインに帰還する前に、これらの美術コレクションはイギリス軍の略奪にあい、その中に『アルノルフィーニ夫妻像』も含まれていたのである。ヘイは宮廷画家トーマス・ローレンスを通じて、当時の摂政王太子で、後のイギリス王ジョージ4世にこの作品を譲ってもらえるように申し出た。ジョージは1818年までの2年間ロンドンのカールトン・ハウスに飾るという条件付きで、ヘイからの申し出を受け入れた。
- 1828年頃 : ヘイは面倒を見ていた友人にこの絵画を譲っている。13年後に一般公開されるまで、この絵画も絵画を譲られた友人も歴史には現れてこない。
- 1841年 : 一般公開された。
- 1842年 : 新設されて間もないロンドンのナショナル・ギャラリーが目録番号186として600ポンドで購入した。覆われていたカバーは外され、当時の額縁のままで現在もナショナル･ギャラリーに所蔵されている。